# Chapella

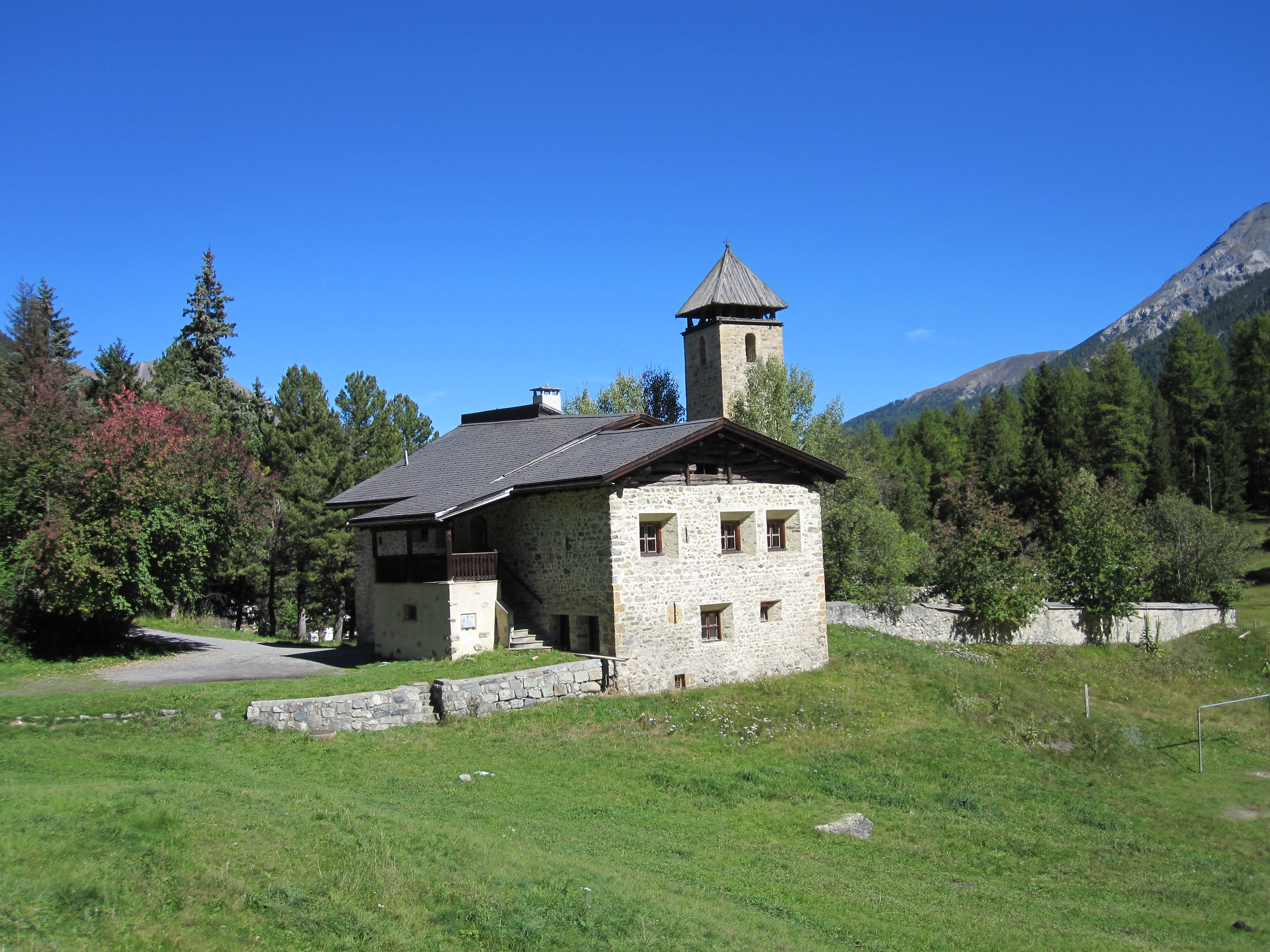
Hospiz und Kirchturm

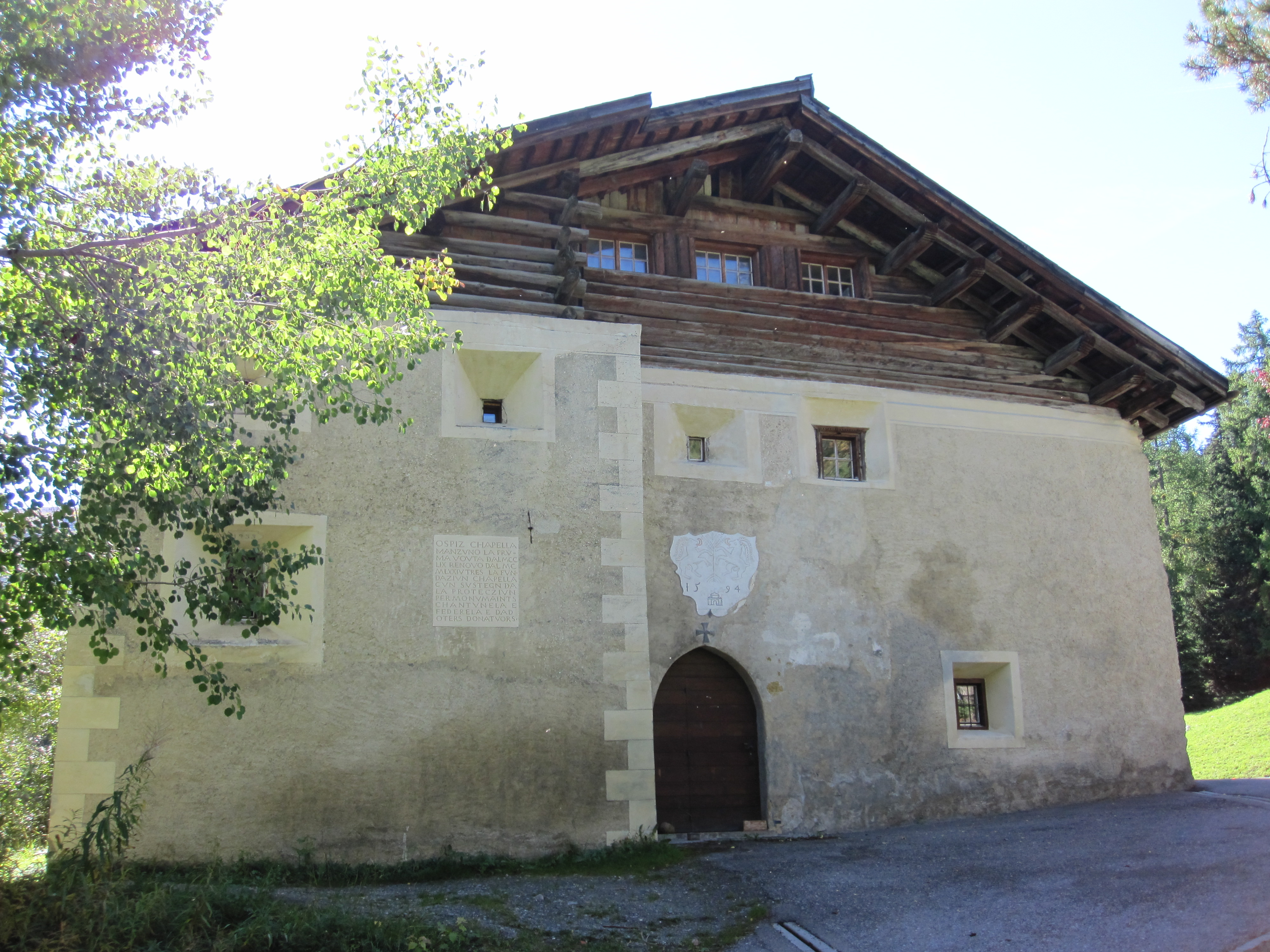
Ehemaliges Hospiz, heute als Jugendhaus in Gebrauch

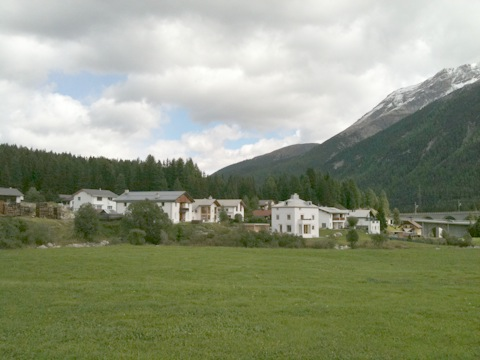
Neubauten in Chapella

Chapella ([tɕɐˈpɛlɐ]ⓘ, Putèr für «Kapelle») ist eine Fraktion der Gemeinde S-chanf im Oberengadin  und ein ehemaliges Kirchdorf.

## Dorf

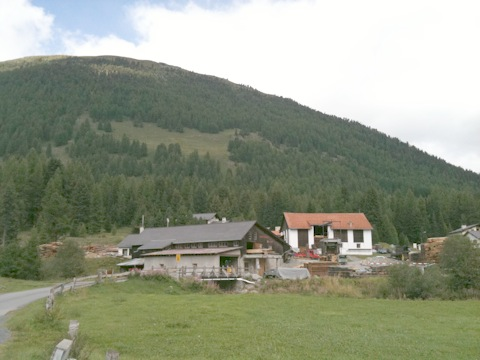
Alte Sägerei (La Resgia)

Die ganzjährig bewohnte Siedlung liegt am Vallember und an dessen Zusammenfluss mit dem Inn und bildet den südlichen Eingang zum Val Susauna. Die gut 100 Bewohner sind mehrheitlich reformierter Konfession und sprechen als Muttersprache überwiegend Puter.

## Kapelle
1209 wird im Dorf ersturkundlich die Kapelle unter dem Patrozinium des Nikolaus von Myra und des Ulrich von Augsburg bezeugt. Zu diesem Nikolauskapelle genannten Sakralbau, der eine Saalkirche im Stil der Romanik mit Rundapsis darstellte, gehörte ab etwa 1250 ein Hospiz, in dem Reisende auf der Verbindungsroute Davos – Bormio Unterkunft, Verpflegung und im Krankheitsfall Versorgung erhielten.
Die Kirche wurde noch vor Annahme der Reformation 1524 in spätgotischem Stil im Bereich des Chores ausgebaut. Die reformierten Kirchgemeinden von Cinuos-chel und Susauna nutzten den Bau als Predigtkirche bis ins 18. Jahrhundert hinein. Nach dem Bau dortiger eigener Gotteshäuser verfiel die Kirche. 1981 erfolgte nach einer archäologischen Erkundung eine umfassende Restaurierung.
Siehe Hauptartikel: Kirche St. Ulrich und Nikolaus und Hospiz.

## Hospiz
Das Hospiz wurde in der Anfangszeit von Dominikanern aus Como versorgt. Möglicherweise bildeten diese die erste Filiale des Ordens in der Schweiz. Im Spätmittelalter diente das Hospiz als Armen- und Siechenhaus für die Plaiv.
Gegen Ausgang des 18. Jahrhunderts wurde das Hospiz aufgegeben und danach vom Oberengadiner Geschlecht der Perinis als Landgut genutzt.
1967 gründete die Stiftung / Fundaziun Chapella ein Bildungshaus für Jugendliche, so dass das Gebäude wieder für die Öffentlichkeit zugänglich wurde.

## Veranstaltungen
Seit 1981 findet in Chapella alljährlich das Musikfestival Chapella Open Air statt. Es ist das älteste Open Air Graubündens und als Familienfestival bekannt.